# Mandarinka obecná

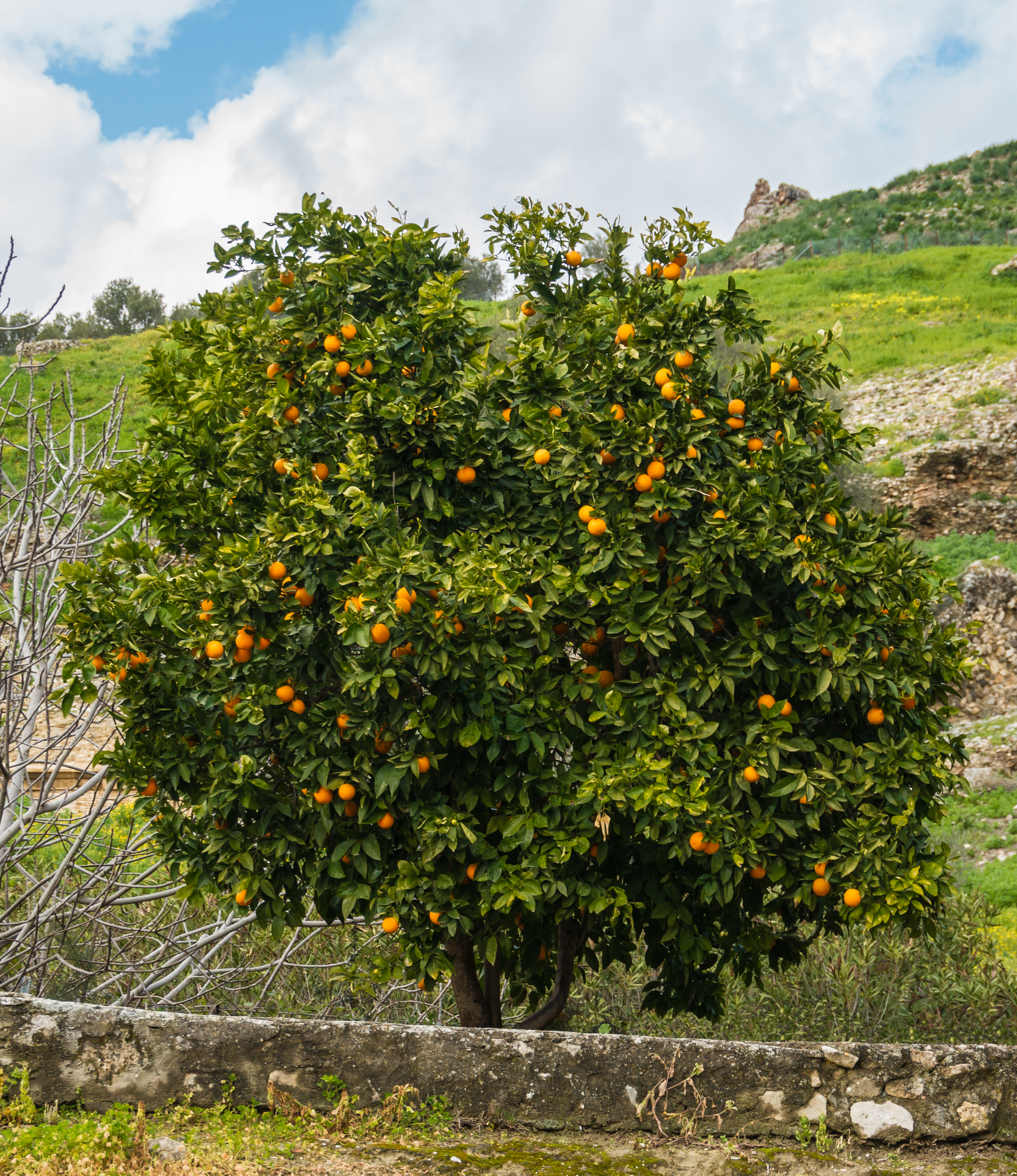
Mladá mandarinka obecná

Mandarinka obecná (Citrus reticulata) je nevysoký, neopadavý strom, jehož plody jsou známé pod jménem mandarinky. Vyhovuje mu subtropické podnebí a pro chutné plody se v Asii pěstuje již z doby před naším letopočtem. Odkud tento druh rodu citrus pochází nelze s určitostí stanovit, obvykle jsou za jeho domovinu považované ostrovy Japonska, někdy i nedaleký Tchaj-wan a jihovýchodní Čína.
Do Evropy se dostala až roku 1805, kdy byly dovezena z Číny do Velké Británie a odtud zakrátko na Maltu a Sicílii. V roce 1850 již byla pěstována v pevninské Itálii a roku 1880 byla dovezena do Severní Ameriky. Nyní se mandarinky obecné pěstují na rozlehlých plantážích ve vlhkých oblastech subtropů a tropů po celé zeměkouli.

## Ekologie
Druh je teplomilný, nejlépe mu vyhovuje podnebí s dostatkem srážek a průměrnou teplotou okolo 22 °C. Je ze všech citrusů nejvíce odolný vůči suchu a chladu, starší rostliny obvykle přežijí při postupném poklesu teploty krátkodobě až -9 °C, i když ztratí část listů; dvou a tříleté stromy tak odolné nejsou. Půda na které rostou nemusí být příliš bohatá na živiny, ale musí být průběžně vlhká a propustná. Bylo vypěstováno množství kultivarů vhodných do rozdílného klimatu, některým spíše vyhovuje kratší období sucha a jiným chladno při dozrávání plodů.

## Popis
Mandarinka obecná je vždyzelený strom menšího vzrůstu (někdy i keř) dorůstající obvykle do výše 4 až 6 m, jeho tenké větvičky jsou ojediněle porostlé trny. Stromy mají symetrické, kulaté, spíše otevřené koruny a jen výjimečně vyžadují výchovný řez. Poměrně malé, lesklé, tmavě zelené listy s krátkým, slabě křídlatým řapíkem jsou eliptické, vejčité nebo kopinaté, jejich čepel bývá 5 až 7 cm dlouhá a 2 až 3 cm široká, na bázi je klínovitá, na konci mívá špičku nebo zářez a po obvodě je jemně vroubkovaná. Ve žlázkách obsahují vonné silice.
Oboupohlavné, vonné, bílé květy vyrůstají osamoceně nebo až ve trojčetných shlucích v paždích listů na jednoletém dřevu. Kalich je nejčastěji pětilaločný, korunní lístky jsou asi 1,5 cm dlouhé, v květu je 20 až 25 vespod srostlých tyčinek, dlouhá štíhlá čnělka má kyjovitou bliznu. Květy obsahují dostatek nektaru a jsou hojně navštěvovány opylujícími včelami.
Plod je tzv. hesperidium, což jsou modifikovaná bobule. Ve zralosti je zbarven zářivě oranžově nebo červeně oranžově, je vonný, šťavnatý a sladký. Bývá kulovitý nebo zploštělý a velký až 10 cm, snadno se loupe a odděluje do 7 až 14 segmentů. Mezokarp je tenký a nemá střední sloupek, exokarp je protkaný žlázkami s aromatickým olejem. Plod obsahuje četná, vejčitá, asi 1 cm velká semena se zaoblenou bázi, špičatým vrcholem a kožovitým osemením, která mají několik zárodků.

## Význam
Stromy mandarinky obecná začínají plodit ve třech až čtyřech létech po výsadbě. Vysazují se semenáče naroubované kultivary vhodnými pro danou lokalitu. Dospělé rostliny lze rozmnožovat i stonkovými řízky, vzácněji i odnožemi. Jedinci vypěstování ze semen nemají vlastnosti rodičů. Největší úrodu poskytují ve věku 20 let a jejich ekonomická produktivita končívá kolem 30 roků, kdy výnosy klesají. Byly také vyšlechtěny odrůdy vhodné pro celoroční pěstování v květináčích v bytech.
Mimo přímé konzumace plodů se dále ještě využívá slupek zralých plodů, ze kterých se lisuje mandarinková silice, jejíž hlavní složkou je D-limon používaný k výrobě trestí pro voňavkářský průmysl. Pro parfumerii se využívá i silice z větviček a listů. Podrobnější obsah užitečných látek v plodech a jejich využití je uvedeno v článku Mandarinka.

## Galerie

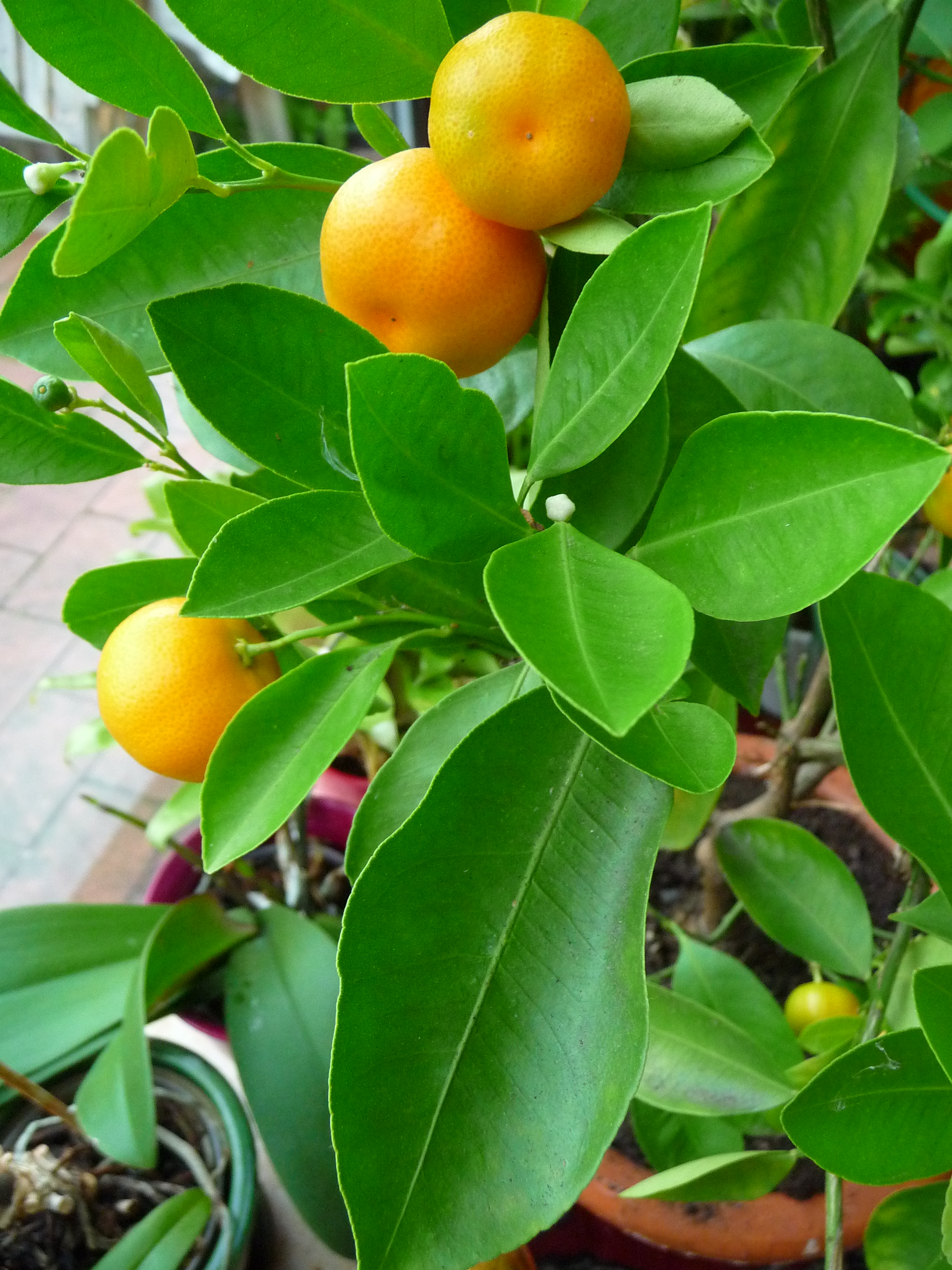
Plody a listy
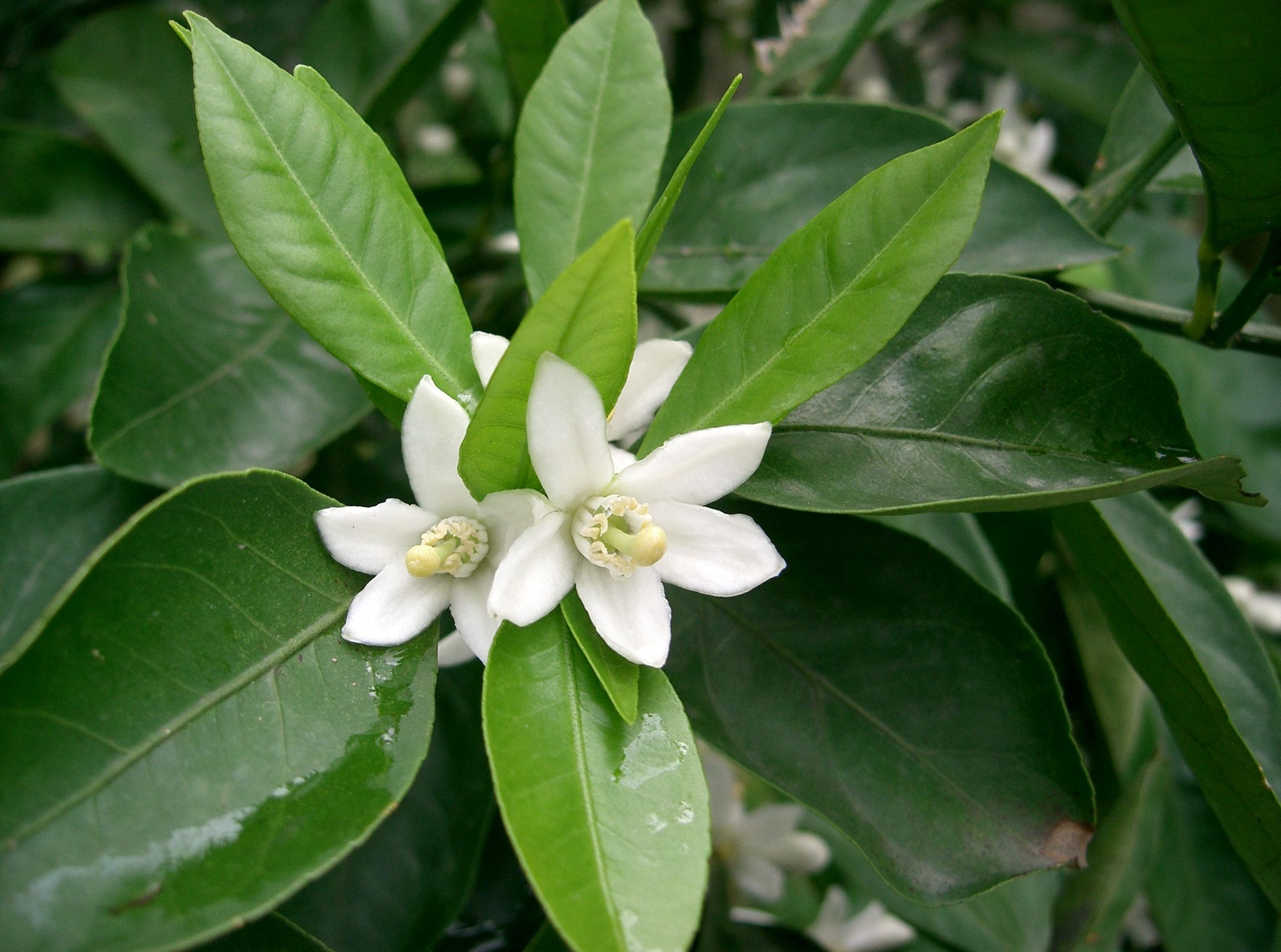
Květ
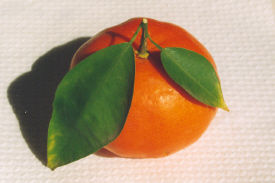
Plod
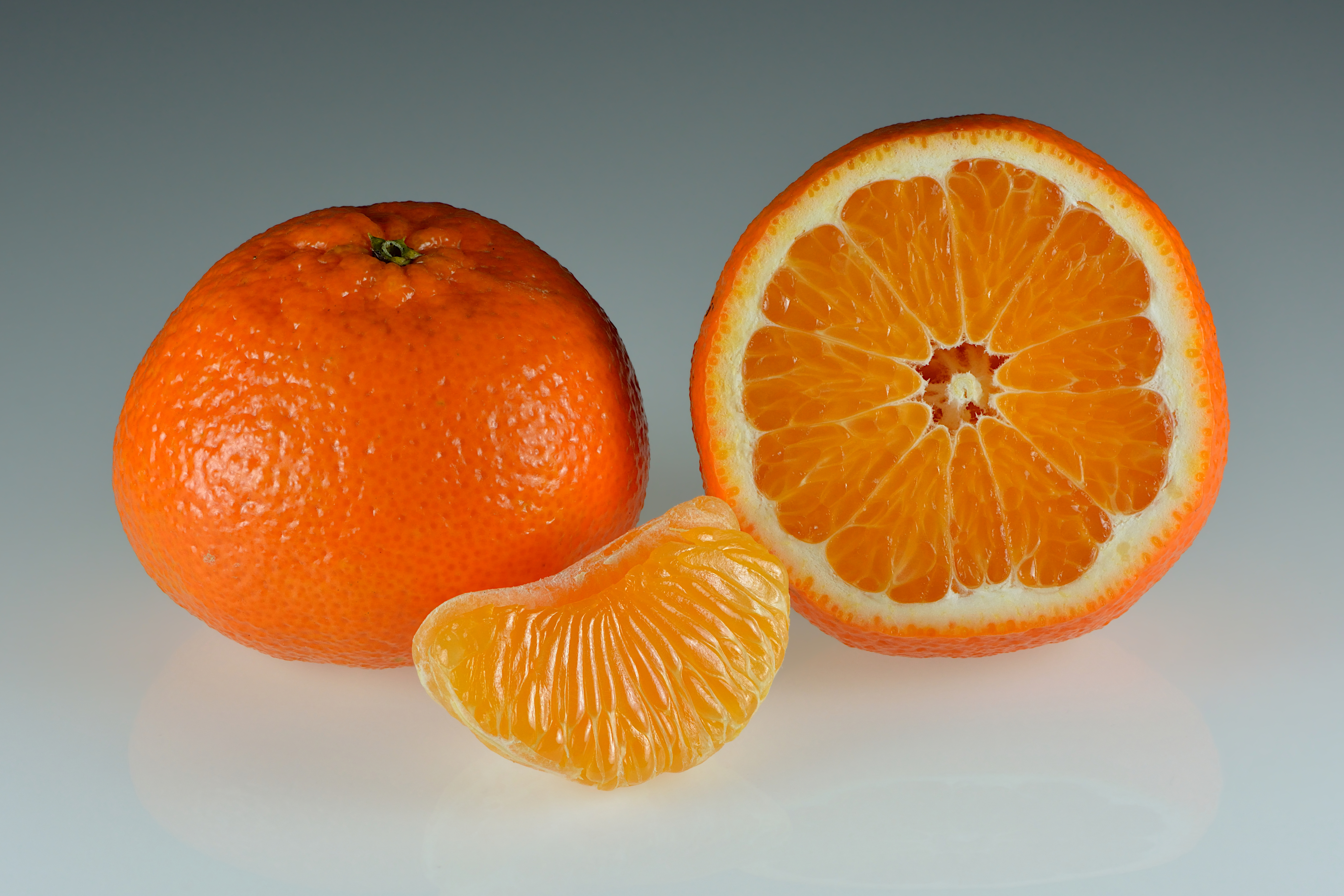
Plody
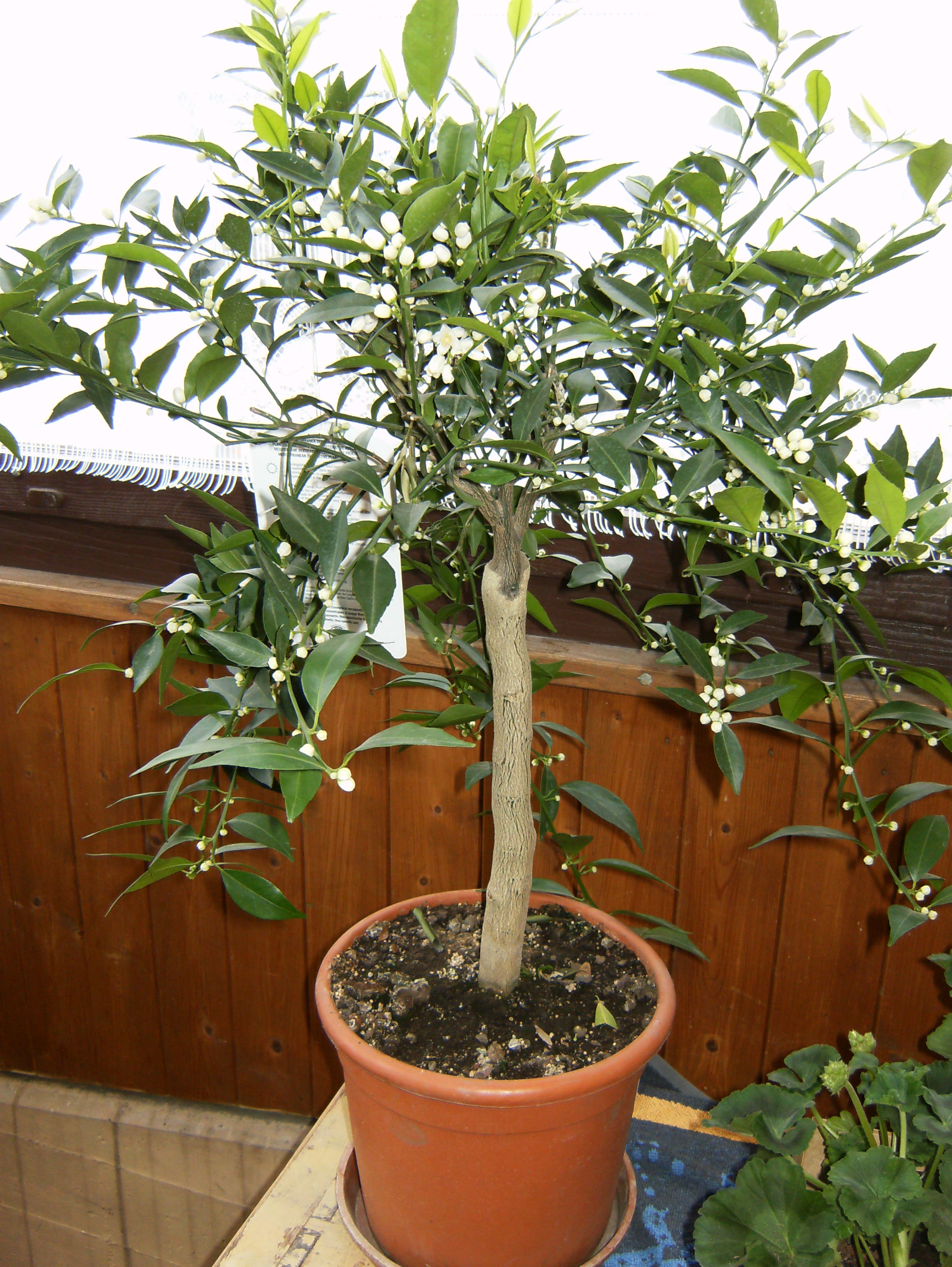
Bonsaj
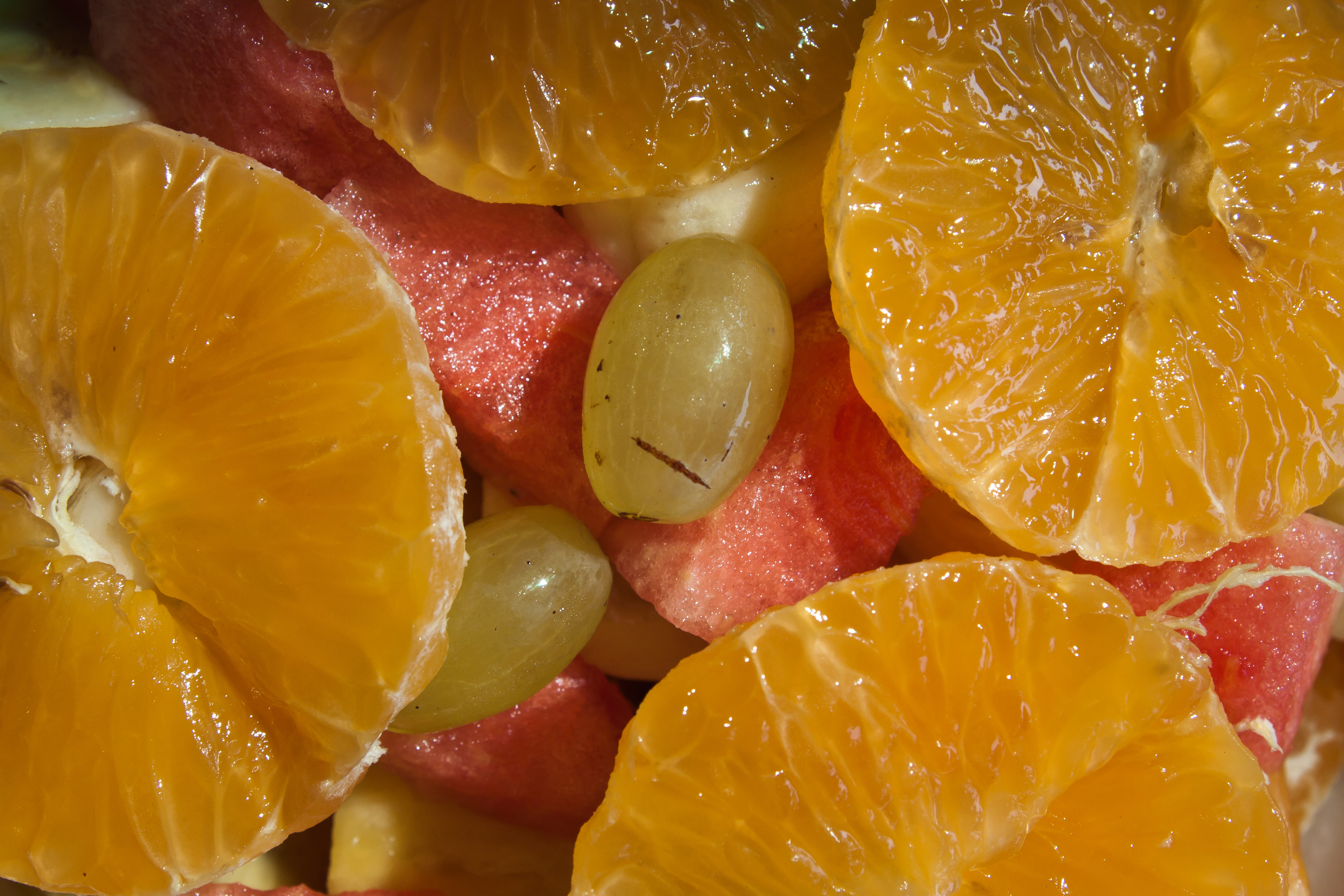